# Moga Mobo
Moga Mobo est un collectif d'auteurs de bande dessinée allemand fondé en 1994 qui diffuse un périodique de bande dessinée gratuit du même nom (une centaine de numéros parus), organise des expositions, des ateliers et réalise des produits dérivés.

## Historique

### Direction
- 1994–1996 : Christof Ruoss
- 1996–2002 : Sven Abel & Jonas Greulich (de)
- Depuis 2002 : Titus Ackermann, Jonas Greulich et Thomas Gronle

## Distinction
- 2002 : Prix Max et Moritz de la meilleure bande dessinée de langue allemande pour 100 Meisterwerke der Weltliteratur